# Lomwe
El lomwe (Lowe), elomwe, també conegut com a makua occidental, és la quarta llengua més parlada de Moçambic. Pertany al grup de les llengües makua de les llengües bantus distintives a la part nord del país. L'àrea de parla makhuwa (Nampula, etc.) està separada de la parla echuwabu per una àmplia zona de parla lomwe, encara que els echuwabu es troben més a la costa. Al sud, el més distant Sena (ChiSena) es pot assignar al grup amb el nyanja i el chewa, mentre que el grup més distant inclou el yao, makonde i mwera cap al nord. A més de les variacions regionals que es troben dins eMakhuwa adequada, eLomwe fa servir ch en comptes de tt que fa servuir l'ortografia eMakhuwa: en comptes de l'eMakhuwa mirette ("remei") l'eLomwe mirecce, eMakhuwa murrutthu ("cadàver") a eLomwe miruchu, eMakhuwa otthapa ("alegria") a eLomwe ochapa.
És inusual entre les llengües bantus l'infinitiu del verb amb o- en comptes del típicament prefix bantu ku-: omala (eMakhuwa) és "acabar", omeeela (també una forma eMakhuwa) és "reaprtir".
El lomwe de Malawi és una forma mútuament no intel·ligible que conté elements del chewa i parlada a Malawi. Maho (2009) en separa el Ngulu (Mihavane) com a llengua distinta, propera al lomwe de Malawi.